# 夸塔
夸塔是巴西圣保罗州的一个市镇。总面积652.744平方公里，总人口12147人，人口密度18.6人/平方公里。